# Марек Штех

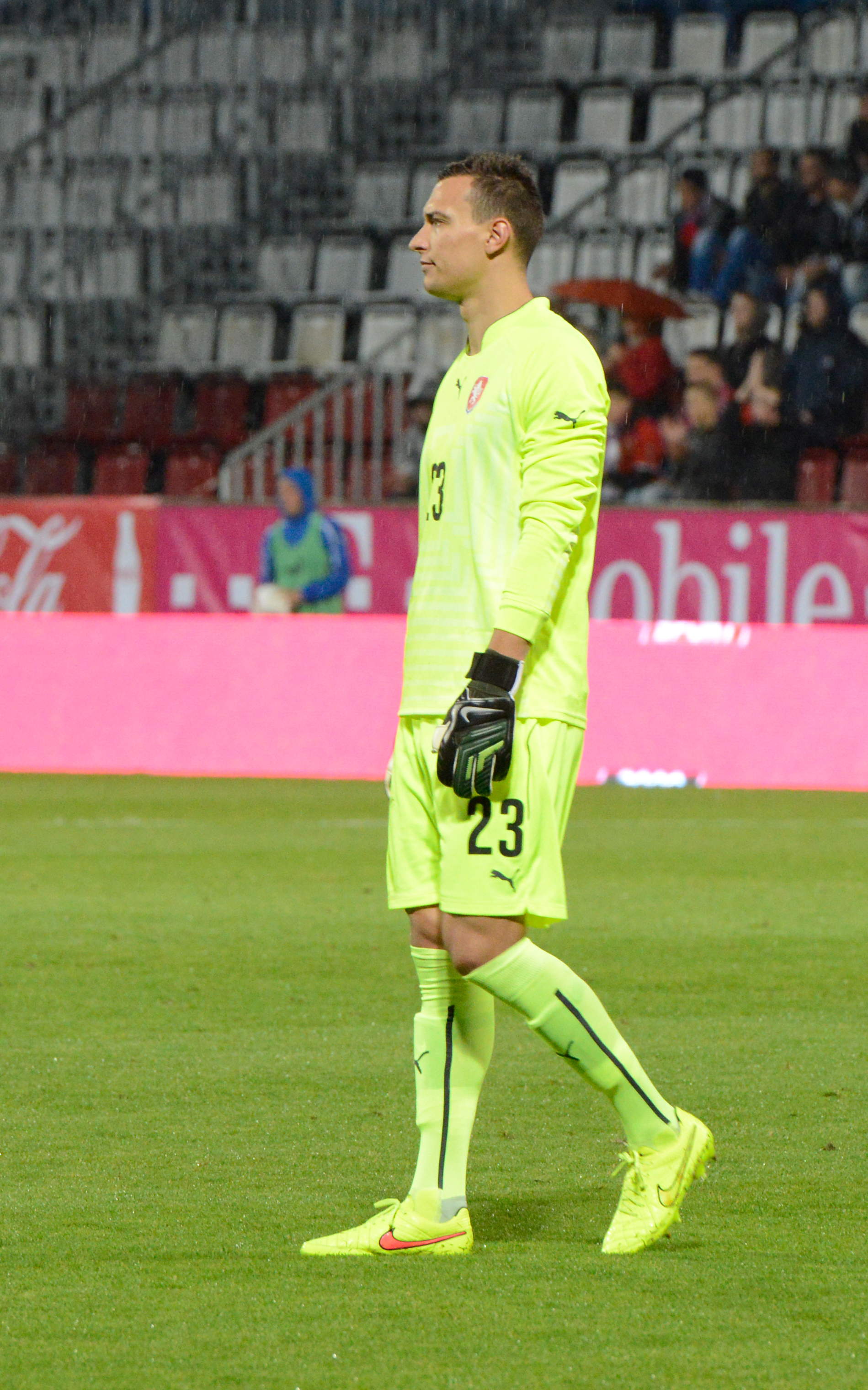
Марек Штех 2014

Марек Штех (чеськ. Marek Štěch, нар. 28 січня 1990, Прага) — чеський футболіст, воротар клубу «Йовіл Таун».

## Клубна кар'єра
Народився 28 січня 1990 року в місті Прага. Вихованець юнацьких команд футбольних клубів «Спарта» (Прага) та «Вест Хем Юнайтед».
У дорослому футболі дебютував 2008 року виступами за команду клубу «Вест Гем Юнайтед», в якій провів чотири сезони.
З 2009 по 2012 рік грав на правах оренди у складі команд клубів «Вікомб Вондерерз», «Борнмут», «Йовіл Таун» та «Лейтон Орієнт».
До складу клубу «Йовіл Таун» приєднався 2012 року. Наразі встиг відіграти за команду з Йовіла 18 матчів в національному чемпіонаті.

## Виступи за збірні
У 2006 році дебютував у складі юнацької збірної Чехії.
З 2010 року залучався до складу молодіжної збірної Чехії. На молодіжному рівні зіграв у 12 офіційних матчах, пропустив 8 голів.